# Alfred Backman
Torsten Alfred Backman, född 16 september 1852 i Göteborg, död 30 september 1913 i Uppsala, var en svensk läkare och författare av skrifter i kristen och ockult mysticism.

## Biografi
Backman var son till boktryckaren vice konsuln Charles Henri Backman, vars mor var fransyska, och Mathilde Smith de Serre. Han blev medicine kandidat vid Uppsala universitet 1876 och medicine licentiat där 1880. Efter detta anställdes han som distriktsläkare i Rejmyre 1882 och blev även andre bataljonsläkare vid Kalmar regemente 1884 och dess förste bataljonsläkare 1885. År 1889 övergick han till tjänst som regementsläkare vid Smålands grenadjärkår och överflyttades till Karlskrona grenadjärregemente när nämnda kår uppgick i detta. Han tog avsked 1912 och tillhörde därefter Fältläkarkårens reserv. Han var även järnvägsläkare vid Kalmar–Berga Järnväg. Han var ledamot av stadsfullmäktige i Kalmar stad under åtta år och medlem av skolrådet där. Han var en av stiftarna av och en tid rektor för Kalmar föreläsningsförening.
Backman var djupt involverad i flera mystiska samfund och hans författarskap inkluderar, förutom den för frimurare mycket intressanta boken Symboliken i en kristen kyrka, flera böcker om astrologi, spådom och kabbala. Han var under många år aktiv frimurare och innehade flera ämbetsmannauppdrag i frimurarlogerna i Kalmar.
Backman gifte sig med Ida Jonsdotter Nyberg (1852–1935) och de fick tre barn: tvillingarna Gaston och Louis, födda 1883 och Pierre Backman, född 1892. Backman är gravsatt på Uppsala gamla kyrkogård.